# Cot Seupeung
Cot Seupeung är ett berg i Indonesien.   Det ligger i provinsen Aceh, i den västra delen av landet, 1 800 km nordväst om huvudstaden Jakarta. Toppen på Cot Seupeung är 363 meter över havet.
Terrängen runt Cot Seupeung är kuperad åt nordost, men åt sydväst är den platt.Runt Cot Seupeung är det ganska glesbefolkat, med 43 invånare per kvadratkilometer. Trakten runt Cot Seupeung består till största delen av jordbruksmark.